# Джессі Дуглас
Джессі Дуглас (англ. Jesse Douglas; 3 липня 1897 — 7 вересня 1965 — американський математик, лауреат Філдсовської премії 1936 року.
Джессі Дуглас народився в Нью-Йорку, в 1920–1924 роках відвідував Колледж Колумбія. В 1936 році на 10-му Міжнародному конгресі математиків Дуглас був одним з двох його лауреатів; премія була вручена йому за розв'язок в 1930 році проблеми Плато, яку поставив Жозеф-Луї Лагранж ще в 1760 році.
Джессі Дуглас також зробив значний внесок в розв'язок оберненої задачі Лагранжевої механіки. В 1943 році Американське математичне товариство присудило йому премію імені М.Бохера.
Пізніше Джессі Дуглас став професором Нью-Йоркського Коледжу, де і пропрацював до самої смерті.

## Вибрані статті
- Douglas, Jesse (1931). Solution of the problem of Plateau. Trans. Amer. Math. Soc. 33 (1): 263—321. doi:10.2307/1989472.
- Douglas, Jesse (1939). Green's function and the problem of Plateau. American Journal of Mathematics. 61: 545—589. doi:10.2307/2371314.
- Douglas, Jesse (1939). The most general form of the problem of Plateau. American Journal of Mathematics. 61: 590—608. doi:10.2307/2371315.
- Douglas, Jesse (1939). Solution of the inverse problem of the calculus of variations. Proceedings of the National Academy of Sciences. 25: 631—637. doi:10.1073/pnas.25.12.631.